# Szántód
Szántód je naselje u središnoj zapadnoj Mađarskoj.
Zauzima površinu od 7,60 km četvornih.

## Zemljopisni položaj
Nalazi se na 46° 51' 38,30" sjeverne zemljopisne širine i 17° 54' 8,68" istočne zemljopisne dužine, na obali Blatnog jezera, nasuprot Tihanjskog poluotoka, uz granicu s Vesprimskom županijom.
Odmah jugozapadno je Balatonföldvár, na suprotnoj, sjevernoj obali Blatnog jezera su manje od 1 km udaljeni Tihanyrév te 3 km udaljeni Tihany, 2 km istočno i sjeveroistočno je Zamárdi, tik južno je Balatonsomos, Balatonendréd je 5 km jugoistočno, Kőröshegy je 1 km južno.

## Upravna organizacija
Upravno pripada Balatonföldvárskoj mikroregiji u Šomođskoj županiji. Poštanski broj je 8622.

## Kultura
Slikar i grafički dizajner Árpád Gergely oslikao je župni grb.

## Promet
Kroz naselje ide državna cestovna prometnica br. 7, a 4 km sjeverno državna autocesta M7 (europska prometnica E71).

## Stanovništvo
Szántód ima 322 stanovnika (2001.). Skoro svi su Mađari, nešto više od 2% Nijemaca te ostali.

## Vanjske poveznice
- (mađ.) Zračne snimke
- (mađ.) Szántód a Vendégvárón  Arhivirana inačica izvorne stranice od 16. veljače 2007. (Wayback Machine)